# Ille-et-Vilaine
Il dipartimento dell'Ille-et-Vilaine, Il-ha-Gwilen in lingua bretone, è un dipartimento francese della regione della Bretagna (Bretagne in francese, Breizh in bretone).
Il territorio del dipartimento confina con i dipartimenti della Manica (Manche) a nord-est, della Mayenne a est, del Maine e Loira/Angio a sud-est, della Loira Atlantica a sud, del Morbihan a sud-ovest e delle Côtes-d'Armor/Aodoù-an-Arvor a nord-ovest. A nord è bagnato dal canale della Manica.
Nel dipartimento vi sono:
- 345 comuni (tra essi otto città con più di diecimila abitanti)
  - Rennes/Roazhon
  - Saint-Malo/Sant-Maloù
  - Vitré/Gwitreg
  - Fougères/Felger
  - Bruz
  - Cesson-Sévigné/Saozon-Sevigneg
  - Dinard/Dinarzh
  - Redon/Rdon
- 27 cantoni
- 7 regioni (pays): Pays de Brocéliande, Pays des Marches de Bretagne (Fougères), Pays de Redon et de Vilaine, Pays de Rennes, Pays de Vitré (Porte de Bretagne), Pays des Vallons de Vilaine (Bain-Guichen-Le Sel) e Pays de Saint-Malo;
- 29 strutture intercomunali

## Geografia fisica
Il territorio è costituito da una depressione circondata da basse colline e altopiani, che raggiungono la massima altezza (intorno ai 120 m) nella parte nordorientale e in quella occidentale. La depressione separa le elevazioni della Normandia da quelle della Bretagna. Il centro di questa zona pianeggiante è occupato dalla città di Rennes, nodo di comunicazioni stradali e ferroviarie e luogo alla confluenza di diversi corsi d'acqua.
Il dipartimento prende il nome dai due fiumi principali. Il fiume Vilaine/Gwilen nasce nella Mayenne e scorre verso ovest fino a Rennes/Roazhon, dove vi affluisce l'Ille, per piegare poi bruscamente verso sud e sfociare in mare presso Redon, diventando in questa parte navigabile. Altri due affluenti della Vilaine, il Meu e la Seiche, sono pure navigabili, e così anche i fiumi Airon e Rance/Renk, con il suo vasto estuario. Un canale navigabile tra l'Ille e la Rance mette in comunicazione Rennes con Saint-Malo e Dinan. Piccoli laghi sono frequenti verso l'interno.
La costa, verso nord, comprende i 70 km della Costa di Smeraldo, tra Le Mont-Saint-Michel e Saint-Briac. Vi si trovano anche l'estuario della Rance e gli acquitrini di Dol.
I venti provenienti dal mare portano a un'elevata piovosità (clima oceanico).

## Storia

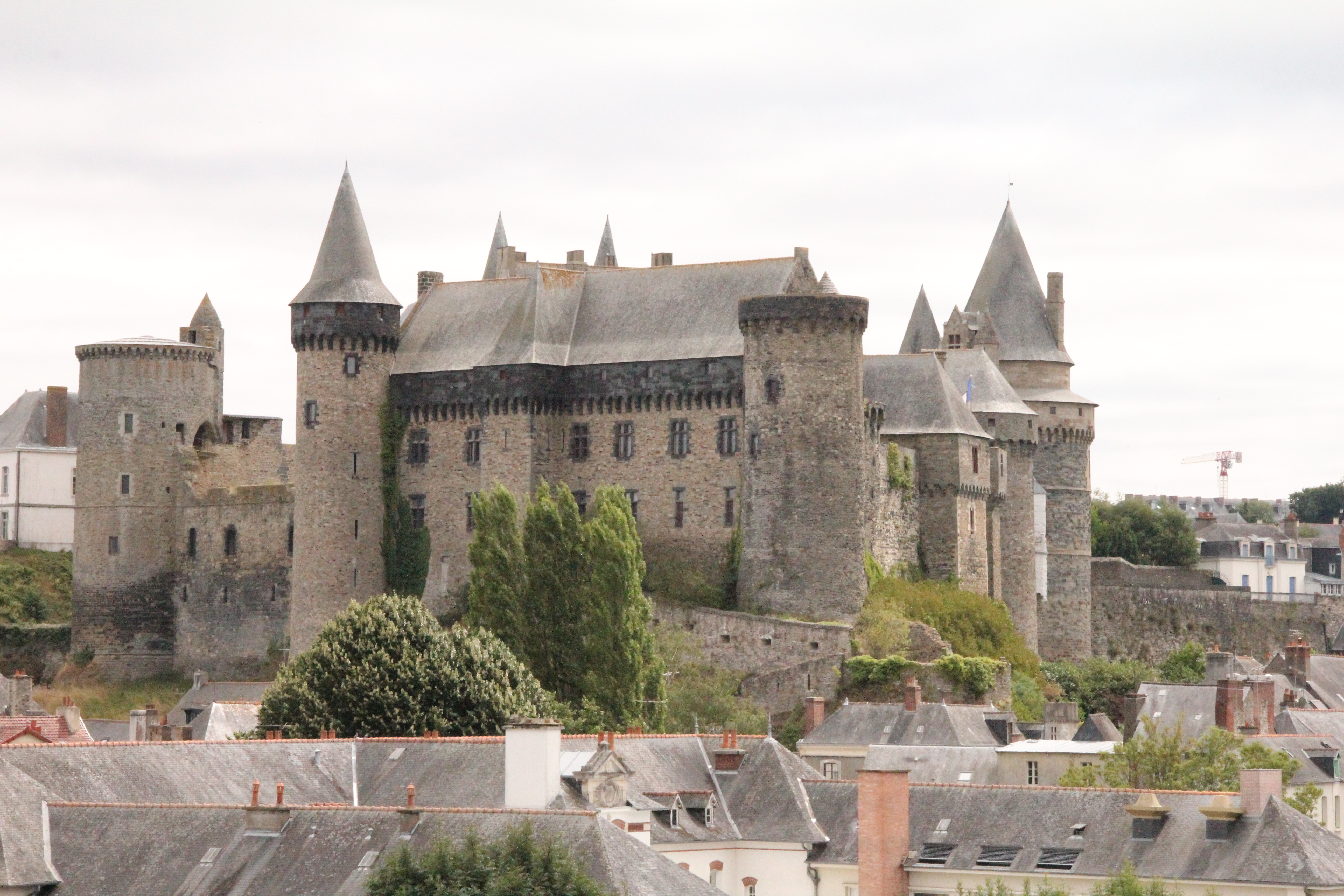
Il castello di Vitré

Il dipartimento è stato creato in seguito alla rivoluzione francese, il 4 marzo 1790, grazie all'applicazione di una legge del 22 dicembre 1789 che aveva lo scopo di suddividere le province francesi in istituzioni territoriali nuovi.
La regione era conosciuta in epoca romana con il nome di "civitas Redoni" e faceva parte dell'Armorica. La regione di Saint-Malo e di Dol fu interessata nel V secolo dall'invasione di celti provenienti dalle isole britanniche, di romanizzazione più recente. Il paese era ricco e popolato e aveva stabilito rotte commerciali con la vicina Gran Bretagna e con i Paesi Bassi, riuscendo a difendersi dai Vichinghi. I capi delle tribù costituirono nel tempo dei piccoli regni, in lotta contro i Franchi di Pipino il Breve e poi di Carlo Magno e contro i signori bretoni. Lo sviluppo del feudalesimo, dopo l'anno Mille, accrebbe il potere dei signori più importanti, che arrivarono a dominare il paese: prima conti e poi duchi ebbero sede a Nantes.
Il matrimonio della duchessa Anna di Bretagna con il re di Francia Carlo VIII nel 1491, poi con il Luigi XII di Francia nel 1499, seguì la sconfitta bretone davanti alle truppe francesi. Nel 1532 l'"Editto di unione" riunì il ducato alla corona di Francia, senza però segnare la fine della sua autonomia. La situazione mutò con Luigi XIV, che trasformò l'intero regno sotto il segno di una marcata centralizzazione, riorganizzandone fortemente l'amministrazione. Dopo la sollevazione di Rennes contro le nuove imposte nel 1675 il parlamento bretone, che era ancora indipendente da quello di Parigi, fu trasferito a Vannes/Gwened e nel 1689 fu nominato un intendente, rappresentante locale del re.
Pur essendo ostile alle tendenze centraliste della monarchia e al potere nobiliare all'epoca della rivoluzione francese la Bretagna era nota come focolaio anti-rivoluzionario. Tuttavia il "Club bretone", poi "Club dei Giacobini", giocò un ruolo capitale nella storia rivoluzionaria. Il malcontento locale crebbe durante il Terrore e soprattutto con la condanna a morte del re, la leva di massa e l'obbligo imposto al clero di prestare giuramento.
Nonostante i danni del periodo rivoluzionario all'economia locale, dopo il 1815, le prime ferrovie e la costruzione di nuove strade permisero una considerevole crescita industriale. Si sviluppò anche il turismo, soprattutto a opera di parigini e inglesi.

## Economia
La produzione agricola è decisamente rivolta all'allevamento: il dipartimento è attualmente il primo produttore nazionale di latte e circa il 60% dei terreni agricoli è dedicato al foraggio. Notevole anche la produzione di formaggi e burro.
Nell'ambito della pesca è soprattutto sviluppato l'allevamento dei frutti di mare: la baia del Mont-Saint-Michel e quella di Cancale sono dedicate alle ostriche, mentre nella zona di Vivier-sur-Mer sono presenti le cozze. Molluschi vengono inoltre pescati nell'estuario della Rance. Nei porti di Saint-Malo e di Cancale esiste una fiorente attività di pesca marittima e va in particolare segnalata la produzione delle "conchiglie di san Giacomo".
Nel settore artigianale è sviluppata in particolare l'attività edilizia. Le imprese artigianali sono capillarmente diffuse in tutto il territorio.
L'attività industriale si rivolge particolarmente nel settore ad alta tecnologia (comunicazioni ed elettronica).

### Turismo
Il turismo sulla costa è sviluppato in particolare nella zona settentrionale presso Dinard e Saint-Malo. Attrazioni turistiche sono anche la foresta di Paimpont, legata alla leggenda di Artù, le città fortificate di Vitré e di Fougères, il castello di Combourg, dove abitò Chateaubriand, e infine il patrimonio artistico e monumentale di Rennes.

## Sport
La città è rappresentata nel massimo campionato francese di baseball dal club Hawks de La Guerche de Bretagne, il quale non ha mai vinto un titolo.

## Lingua e cultura
Nel dipartimento è diventata diffusa la lingua bretone, che non era storicamente parlata in questa provincia e che viene insegnata anche nelle scuole associative (diwan) e come opzione nelle scuole dell'obbligo. Anche l'altro idioma locale (un dialetto di tipo francese/langue d'oïl), il gallo, è tuttora diffuso.